# Stillingia sanguinolenta
Stillingia sanguinolenta är en törelväxtart som beskrevs av Johannes Müller Argoviensis. Stillingia sanguinolenta ingår i släktet Stillingia och familjen törelväxter. Inga underarter finns listade i Catalogue of Life.